# Command and data handling
Il Command and Data Handling (C&DH) della Stazione spaziale internazionale (ISS) è il sistema responsabile del controllo e della gestione dei sottosistemi principali del Segmento orbitale statunitense (USOS) della ISS. Essendo parte integrante dell'avionica, il C&DH costituisce il "cervello" della Stazione, processando i dati di bordo, eseguendo comandi, monitorando lo stato dei sistemi e trasmettendo informazioni tra i moduli e verso Terra.

## Storia
Nei veicoli spaziali delle prime generazioni, l'astronauta era una componente attiva e critica del sistema C&DH, agendo direttamente su manopole, interruttori e strumenti meccanici. Con l'avanzare della tecnologia, il ruolo dei computer è diventato sempre più centrale, grazie alla capacità di eseguire calcoli e operazioni con elevata precisione e velocità.
Sulla ISS, quasi ogni aspetto dell'operatività a bordo è controllato da computer e può essere gestito direttamente dai controllori di volo a Terra. Gli astronauti, pertanto, non sono più una componente primaria del C&DH e possono concentrarsi su attività scientifiche.

## Architetture della ISS
Entrambi i segmenti della Stazione spaziale internazionale, il Segmento orbitale russo (ROS) e segmento orbitale statunitense (USOS), hanno la propria architettura di C&DH e si interfacciano tra loro attraverso il modulo Unity.

### Architettura dell'USOS
Il sistema C&DH è un sistema critico della Stazione spaziale internazionale e ciò ha portato a necessitare di molta ridondanza dei componenti hardware e delle procedure. Sebbene la maggior parte dei comandi vengano mandati da Terra, in caso di emergenza o impossibilità di comunicare con il centro di controllo di Houston, gli astronauti attraverso i laptop Portable Computer System (PCS) sono in grado di interfacciarsi con il sistema C&DH.
Il sistema C&DH dell'USOS si basa su un'architettura gerarchica distribuita composta da 46 computer quasi identici MDM (Multiplexer/Demultiplexer), organizzati su tre livelli logici (Tier 1, 2 e 3), connessi tramite bus dati ridondanti secondo lo standard MIL-STD-1553.

#### Tier 1 – Command and Control System (CCS)
Il Command and Control System  (CCS) si trova nel modulo Destiny ed è formato da tre computer C&C (Command and Control) MDM  a tripla ridondanza, di cui uno operativo, uno di backup e uno in standby. Il CCS è responsabile del coordinamento dell'intera avionica USOS e fornisce l'orologio centrale per sincronizzare l'intera rete. È classificato come sistema critico per la sicurezza della Stazione. Il CCS si interfaccia direttamente con il computer Tier 1 del RUS, il Service Module Central Computer (SMCC).

#### Tier 2 – Local Control
Il secondo livello include i computer MDM responsabili del controllo diretto dei moduli e dei sottosistemi critici: 
- INT (Internal): controllo dei sistemi di supporto vitale, dei sistemi termici e ventilazione (ECLSS);
- EXT (External): controllo dei sistemi esterni, inclusi pannelli solari e radiatori;
- GNC (Guidance, Navigation and Control): controllo dei giroscopi (Control Moment Gyros, CMG) e sensori GPS per il tracciamento orbitale;
- PL (Payload): gestione dei carichi utili scientifici/esperimenti;
- PMCU: regolazione della potenza elettrica, gestione delle batterie e puntamento dei pannelli fotovoltaici.

I computer Tier 2 essendo meno critici del CCS dispongono di un solo backup; in caso di guasto a un MDM di Tier 2, il Tier 1 attiva automaticamente l'unità di backup. Il computer principale di un modulo è un Tier 2 e, insieme ai computer di livello inferiore, si occupano di monitorare i sistemi del modulo e passare le informazioni al livello superiore.  

#### Tier 3 – User Level
I computer Tier 3 (User Level) interagiscono con i sensori e inviano comandi ad attuatori e dispositivi fisici (pompe, valvole, interruttori, ecc...). Sono presenti sensori tra cui sensori della pressione, livelli di ossigeno e anidride carbonica, velocità delle ventole e temperatura. Non hanno backup diretti, ma la robustezza è garantita da sistemi controllati ridondanti (ad esempio alimentazioni doppie o riscaldatori paralleli). I dati recuperati dai sensori sono inoltrati verso i livelli superiori, al computer di Tier 2 e poi al CCS per mandarli a Terra.

#### Node Control System (NCS)
Il Node Control System (NCS) ricopriva il ruolo provvisorio di Tier 1 nel primo periodo della ISS (1998) quando era presente solo il modulo Unity nel lato USOS. Il NCS controllava alcune ventole e si collegava all'originario sistema a banda S che veniva usato per parlare con l'equipaggio e ricevere telemetria di stato a Terra. Nel 2001 venne lanciato il modulo Destiny che conteneva il Tier 1; il problema è che l'USOS non può rimanere senza un Tier 1 per lunghi periodi, e può essere presente solo un Tier 1 alla volta. Date queste premesse il passaggio di consegne dal NCS al CCS poteva rivelarsi un'operazione pericolosa; venne in aiuto la funzione di emergenza progettata per l'eventualità in cui fossero falliti tutti e tre i computer Tier 1 del CCS. Il NCS è tecnicamente un Tier 2 che deve sottostare al CCS, se presente. Durante la fase di progettazione del sistema C&DH fu identificata l'esigenza di implementare un meccanismo di recupero in caso di guasto simultaneo dei tre computer CSS (Tier 1). Si introdusse la possibilità di riavviare il sistema (l'equivalente di spegnere e riaccendere un dispositivo elettronico) per tentare un ripristino automatico e la risoluzione del problema. Qualora questo tentativo fallisse, era necessario che un altro sistema potesse temporaneamente assumere il ruolo di Tier 1. Il NCS fu configurato per rilevare l'assenza di un Tier 1 e tentare ciclicamente di riavviare il sistema, fino alla ripresa di un Tier 1 che prendesse nuovamente il controllo dell'USOS. NCS era poco potente, essendo stato pensato per funzione con la presenza di un singolo modulo, e il software era stato quindi soprannominato amichevolmente Mighty Mouse.

#### Controllo e interfacce utente
Gli astronauti sulla ISS hanno a disposizione due tipologie di laptop:
- PCS (Portable Computer System): interfacciati direttamente al sistema C&DH, consentono di inviare comandi e monitorare lo stato dei sistemi della ISS. Non sono collegati alla rete internet per evitare manomissioni esterne.
- SSC (Station Support Computer): connessi alla rete LAN, permettono la consultazione di manuali, di timeline, navigare su Internet, mandare email, videochiamare la famiglia e altro ancora.[1]

#### Caution and Warning (C&W)
Un'altra importante funzione del sistema C&DH è la gestione degli allarmi, denominati Caution and Warning (C&W). Questi sono classificati in quattro livelli di severità:
- Classe 1 (emergency): rappresentano pericoli immediati e potenzialmente letali per la vita dell'equipaggio, come incendi, depressurizzazione della ISS o contaminazione atmosferica dovuta a perdite di ammoniaca o guasti nei sistemi ambientali. Nel display del Centro di controllo missione di Houston sono indicati in rosso.

- Classe 2 (warning): indicano situazioni che richiedono intervento immediato da parte dell'equipaggio o del controllo missione a Terra per evitare danni alla Stazione o rischi per la sicurezza. Nel display del Centro di controllo missione sono indicati in rosso.

- Classe 3 (caution): non necessitano un'azione immediata ma segnalano anomalie che, se ignorate, potrebbero peggiorare. Nel display del Centro di controllo missione sono indicati in giallo.

- Classe 4 (advisory): segnalano condizioni fuori norma che non richiedono interventi immediati. Esiste inoltre una sottoclasse dedicata ai sistemi robotici, denominata robotic advisory. Nel display del centro di controllo missione sono indicati in giallo.

Nel complesso, il numero totale di possibili problematiche gestite include circa 80 emergenze, 800 warning, 2300 caution e 6100 advisory.
La maggior parte dei moduli della ISS sono dotati di sistemi audio e pannelli luminosi per la segnalazione degli allarmi. Le classi 1, 2 e 3 sono associate a allarmi acustici distintivi, così da permettere all'equipaggio di riconoscerle rapidamente anche in presenza di eventi multipli. Le advisory invece non generano allarmi sonori.
I segnali visivi sono emessi da pannelli C&W presenti in ciascun modulo. Premendo un pulsante, gli astronauti possono disattivare il suono dell'allarme, che tornerà attivo in caso di comparsa di un nuovo evento. Gli allarmi possono anche essere attivati manualmente dagli astronauti in caso di pericolo che non è ancora stato rilevato dai sensori (ad esempio presenza di fumo a bordo). È anche possibile rimuovere l'audio degli allarmi, lasciando visibili le luci e i messaggi, per non disturbare l'equipaggio durante la notte.
Ogni allarme è accompagnato da un messaggio di testo dettagliato, visibile nel sistema C&W Summary sui computer PCS, che descrive la natura del guasto. In condizioni normali, è il centro di controllo a gestire la risposta agli eventi, tranne quando le comunicazioni sono interrotte.

### Architettura del ROS

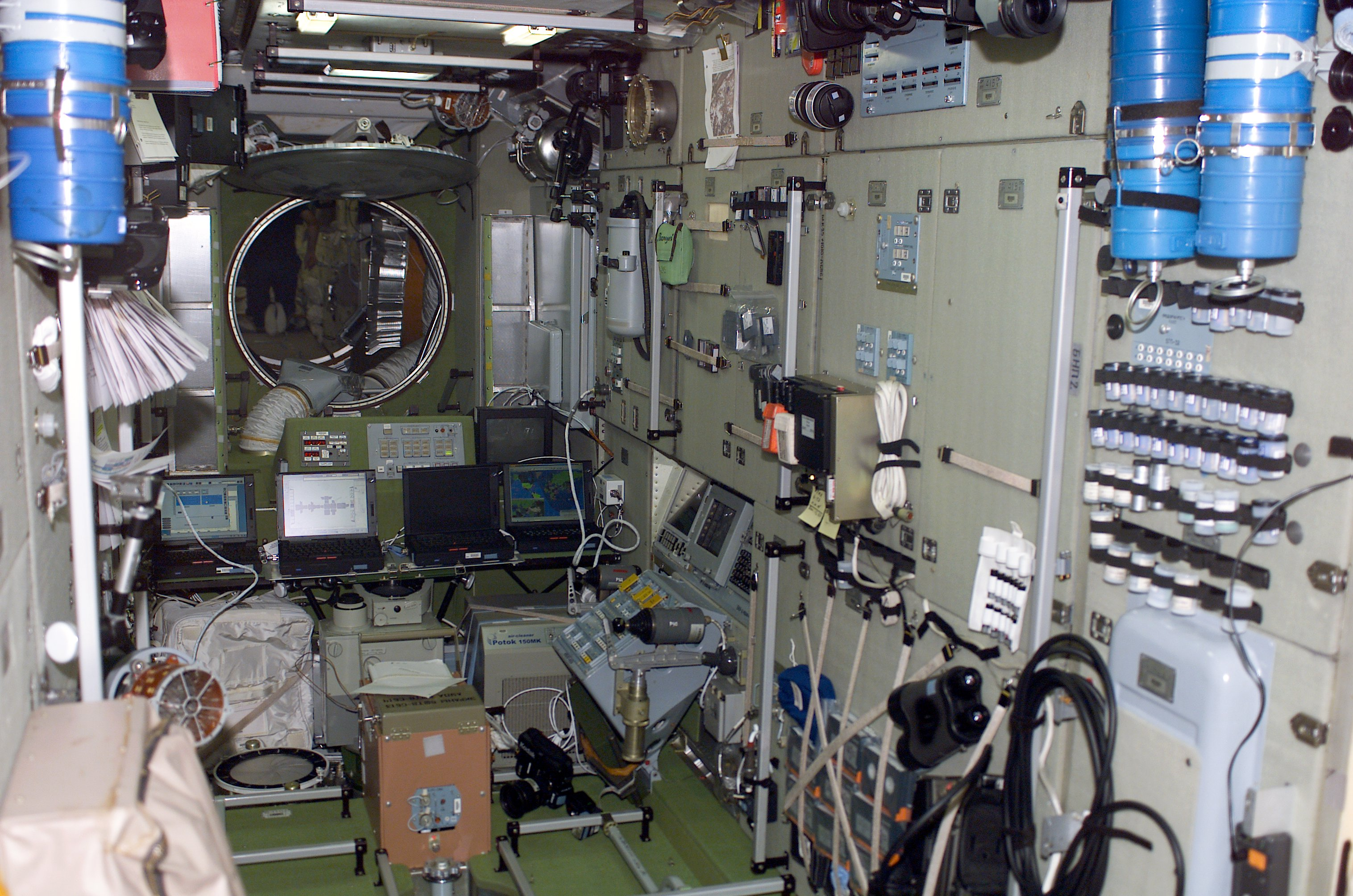
Il pannello degli allarmi del ROS nel modulo Zvezda (dietro i laptop)

Il computer principale del Segmento orbitale russo (ROS), il Service Module Central Computer (SMCC), è situato nel modulo Zvezda ed è allo stesso livello del CSS statunitense. A differenza del CCS che usa un solo computer e gli altri due sono solo di backup, lo SMCC russo è composto da tre computer che processano simultaneamente i comandi. Nel caso in cui uno di questi tre produca risultati differenti degli altri due, questo viene escluso e gli altri continuano a eseguire i comandi senza di questo. Questo approccio a simile a quello usato dai General Purpose Computer dello Space Shuttle. Sono presenti anche i Service Module Terminal Computers (SMTC), che operano in parallelo con i computer GNC dell'USOS e supportano funzioni termiche, propulsive e ambientali.